# Crise du Rhin
 (août 2023).
La crise du Rhin de 1840 est une crise diplomatique entre le royaume de France et la Confédération germanique et se déclenche lorsque la France se met à revendiquer le Rhin pour frontière orientale, ce qui revient à revendiquer 32 000 km2 de territoire allemand, dont la majorité est sous domination prussienne.
Ces territoires avaient été sous administration française entre 1795 et 1814, puis le congrès de Vienne les avait redistribués entre les puissances allemandes. La Prusse avait récolté la part du lion avec la Rhénanie prussienne.
La défaite diplomatique française lors de la crise orientale de 1839-1841 a touché la fierté nationale, qui cherche à reporter ses ambitions sur le Rhin. Pour faire diversion, le gouvernement français, dirigé par Adolphe Thiers, réaffirme ses revendications concernant la rive gauche du Rhin, qu'il dit vouloir rétablir comme frontière naturelle avec l'Allemagne, bien qu'il n'ait pas l'intention d'aller à la guerre puisque le pays n'est pas prêt.
En réaction, les territoires allemands en question manifestent un fort sentiment de méfiance face aux Français et améliorent leurs défenses occidentales. Le nationalisme se renforce des deux côtés et se manifeste notamment par des chansons à caractère patriotique comme Die Wacht am Rhein ou Das Lied der Deutschen, dont la troisième strophe est, depuis 1991, l'hymne national allemand.

## Contexte
La guerre d'indépendance grecque et la guerre russo-turque de 1828 et 1829 affaiblissent l'empire ottoman.
Le sultan Mahmoud II refuse alors à Méhémet Ali, alors vice-roi de l'Égypte, province ottomane, de devenir également gouverneur de Syrie. Celui-ci réplique en occupant avec des troupes égyptiennes la Palestine et la Syrie en 1831 ; elles arrivent aux limites de l'Anatolie en 1832.
La France avait profité de la défaite turque en 1830 pour prendre Alger et voit dans Méhémet Ali un allié idéal et le soutient donc dans sa lutte pour se défaire de la souveraineté de Mahmoud II. L'objectif français est de faire de toute la côte nord de l'Afrique, allant jusqu'à l'isthme de Suez, une zone sous influence française.
En 1839, Méhémet Ali remporte une nouvelle victoire face au sultan. Cela conduit à la crise d'Orient de 1840. Les grandes puissances que sont le Royaume-Uni, la Russie, la Prusse et l'Autriche voient dans la préservation de l'empire ottoman une meilleure garantie de leurs intérêts. 
Ils signent ensemble le traité de Londres (1840) le 15 juillet 1840 afin de satisfaire le sultan et de faire cesser le soutien français à Méhémet Ali. Les Britanniques apportent au même moment leur soutien militaire à Constantinople contre l’Égypte.
En 1841, Ibrahim Pacha est forcé de se retirer de la Syrie et de la Palestine et de limiter son territoire à l'Égypte, qui reste sous domination ottomane officiellement, bien qu'on lui cède le droit de léguer à ses héritiers le droit de diriger le pays.

## Déroulement

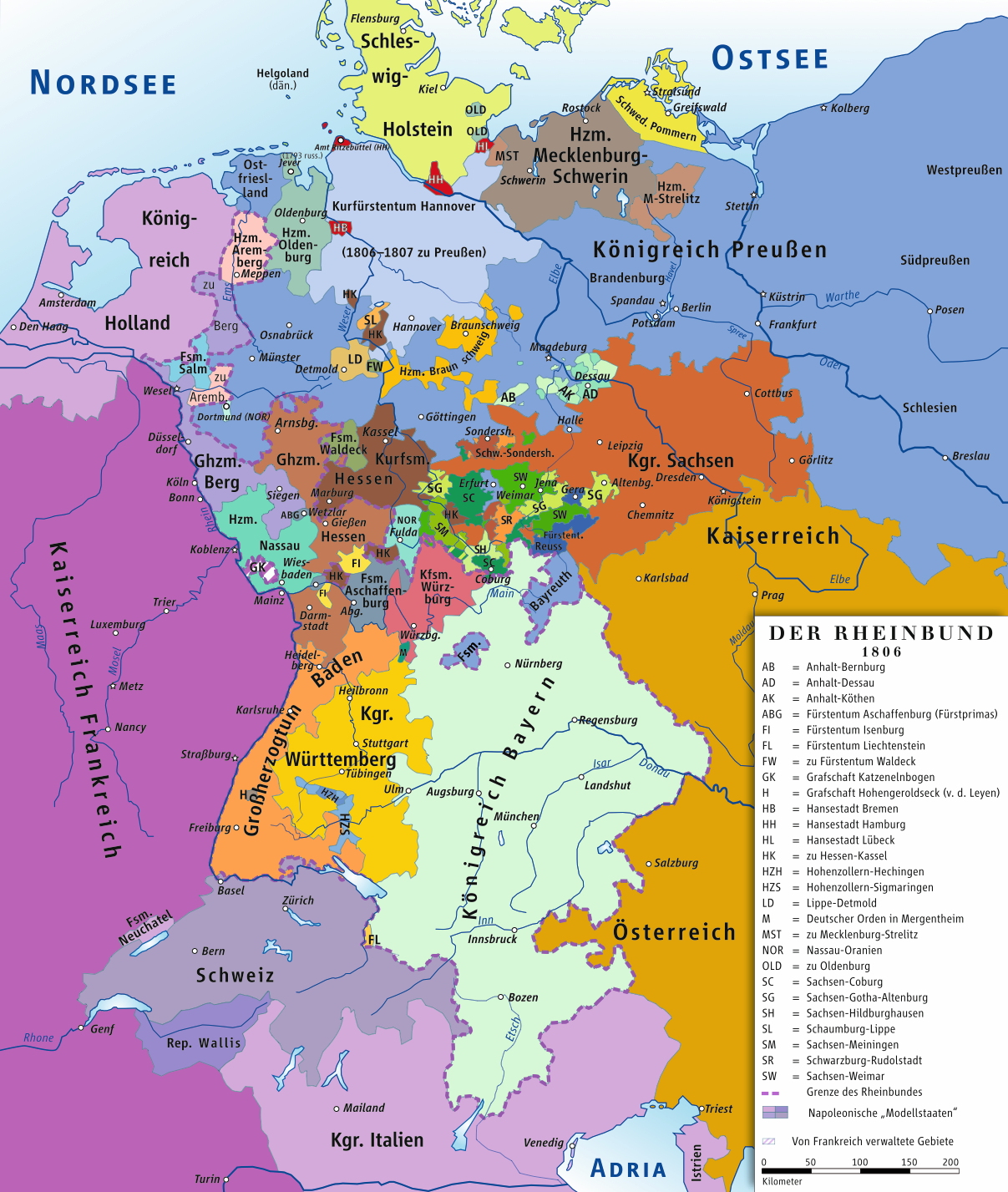
Le Rhin, frontière Est de la France en 1806.

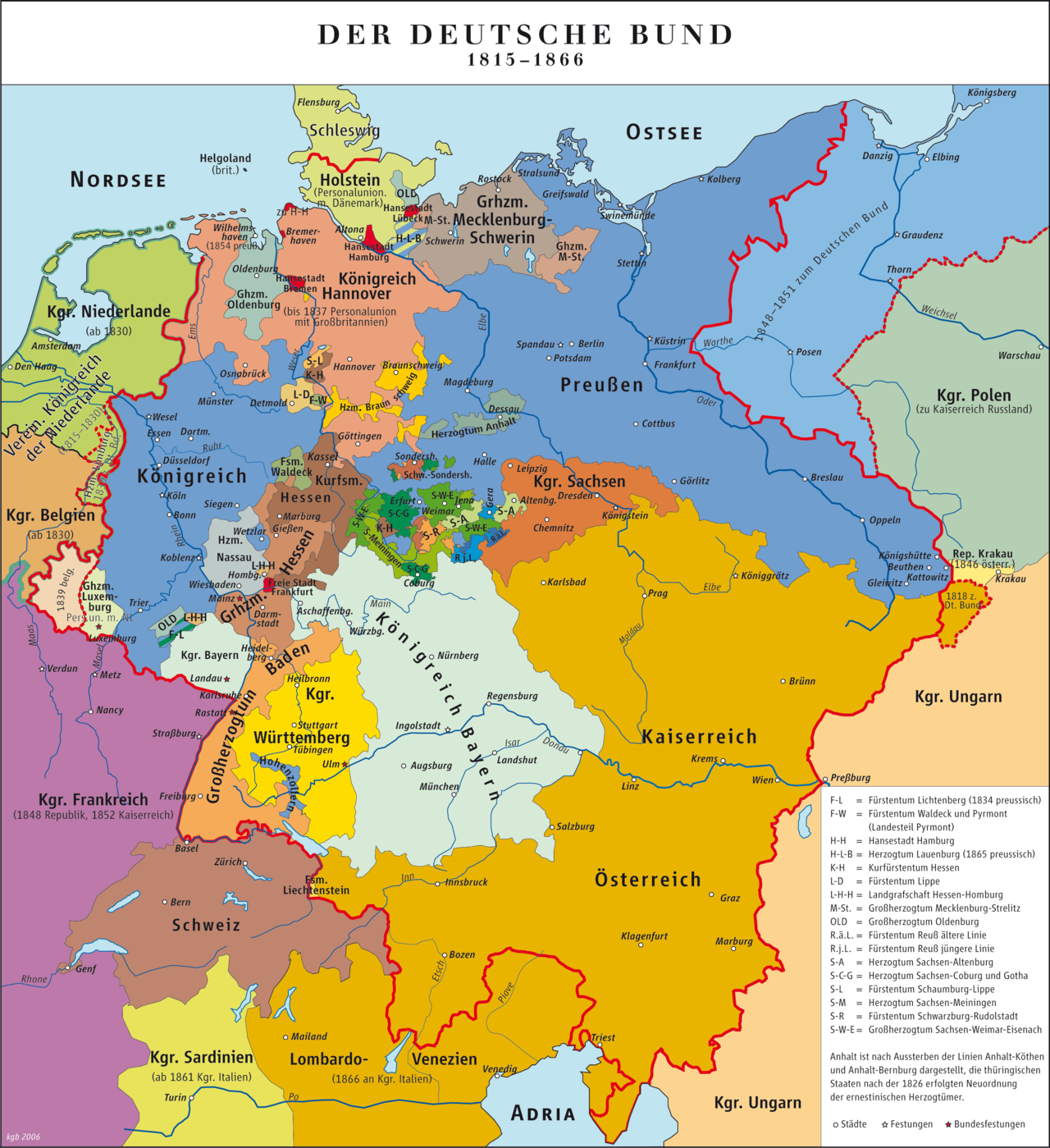
Frontière de la Confédération germanique en 1840.

### En France
Cette nouvelle alliance des pays vainqueurs de Napoléon en 1814 déclenche une vague de patriotisme en France. L'opinion publique est très affectée et se sent ignorée et humiliée par ce « Waterloo diplomatique ».
Afin d’apaiser le peuple, qui menace de renverser la monarchie, Adolphe Thiers détourne l'attention en ramenant le débat sur le terrain militaire et territorial. Une partie de l’opinion publique réclame une guerre pour ne plus subir les conséquences du congrès de Vienne. D'autres veulent attaquer la Grande-Bretagne, mais la plupart visent la Confédération germanique. À la crise d'Orient vient se substituer la crise du Rhin. Paris est fortifié, la Confédération est officiellement menacée, et la presse fait ses titres sur le sujet. Les esprits sont préparés à une entrée en guerre. Certains intellectuels français comme Edgar Quinet et Victor Hugo affirment leurs revendications sur la rive rhénane gauche.

### En Allemagne
En réaction, une vague similaire de nationalisme se déclenche en Allemagne. Une guerre en règle a lieu entre poètes français et allemands. De nombreuses chansons se mettent à parler du Rhin, devenu le symbole du sentiment national.
Nikolaus Becker dans un de ses poèmes répète pas moins de 70 fois « Ils ne l'auront pas, le Rhin libre allemand ». Max Schneckenburger écrit Die Wacht am Rhein, « la garde sur le Rhin », un appel patriotique à la défense du Rhin contre les revendications françaises.
Das Lied der Deutschen, écrite par August Heinrich Hoffmann von Fallersleben le 26 août 1841 lors d'un voyage à Heligoland, est également dirigée contre la France.
Son appel à l'unité allemande est aussi un moyen de contrer les agressions françaises. Il considère que la force de l'Allemagne est sous-estimée, écrivant le couplet devenu par la suite très controversé : 
« Deutschland, Deutschland über alles, 

über alles in der Welt, 

wenn es stets zum Schutz und Trutze

brüderlich zusammenhält. »
Finalement, avant que les crises orientales et rhénanes ne conduisent à l'escalade, le gouvernement Thiers, dont la politique de prestige a provoqué la crise, doit démissionner. 
Le nouveau gouvernement, avec Guizot pour ministre des affaires étrangères, s'efforce de mener une politique de conciliation.
La Convention de Londres (1841) règle la question des détroits turcs du 13 juillet et met fin au conflit en fermant le Bosphore et les Dardanelles à tous les vaisseaux de guerre, ce qui limite donc la puissance russe.
Pour l'Allemagne, la crise a de nombreuses retombées, Heinrich Heine écrit ainsi : « Autrefois, Thiers a, tel un tambour, mis notre patrie en mouvement qui a réveillé la vie politique en Allemagne ; Thiers nous a remis, en tant que peuple, sur pieds ». 
D'autres conséquences de la crise sont que la Confédération germanique construit les forteresses fédérales à Mayence, Ulm et Rastatt et qu'elle demande également à la Bavière la construction d'une forteresse à Germersheim.